# Kościół Opatrzności Bożej w Nowym Miasteczku
Ewangelicki kościół w Nowym Miasteczku wykorzystywany obecnie jako kościół filialny przez rzymskokatolicką parafię św. Marii Magdaleny w Nowym Miasteczku.

## Historia
Kościół został wzniesiony jako ewangelicka świątynia na planie prostokąta, podobnie jak inne zbory wybudowane w tym czasie. Powstała w latach 1784–1785. Budowlę nakrywa mansardowy dach. W 1888 roku została dobudowana charakterystyczna wysoka wieża, mająca ciekawe zdobienia. Elewacje świątyni są ozdobione pilastrami, gzymsami oraz wąskimi, półkoliście zamkniętymi oknami, wejście od strony południowej posiada ładny portal.

### Po II wojnie światowej
W zawiązku z tym, że po zakończeniu II wojny światowej nowym mieszkańcom wystarczała jedna świątynia, zbór ewangelicki został opuszczony. W późniejszym czasie pełniła rolę magazynu. Z wyposażenia dotrwały do dziś jedynie empory. W drugiej połowie lat 80. XX wieku parafia rzymskokatolicka przeprowadziła remont, a kościół został przywrócony dla pełnienia kultu religijnego.